# Borderlands Legends
Borderlands Legends — мобильная игра в жанре Action, по мотивам оригинальной игры Borderlands. Игра разработана 2K China. Издателем является компания 2K Games.

## Игровой процесс
Весь геймплей построен на одном принципе — герои загоняются на локацию и отбиваются от волн врагов разной степени ужасности. Тут и неведомые звери, принадлежащие к фауне планеты Пандоры, и бандиты, вооруженные до зубов. Так вот, задача игрока — расставить персонажей с учётом слабых мест каждой отдельно взятой территории и помогать держать оборону. Сами они должны автоматически стрелять во врагов, если те попадают в их зону поражения, при этом по команде применяя индивидуальные способности (те же, что были в оригинальной игре).

## Оценки
| Русскоязычные издания | Русскоязычные издания |
| Издание               | Оценка                |
| --------------------- | --------------------- |
| StopGame.ru           | Мусор                 |

Игра получила смешанные отзывы, критике подвергся скучный игровой процесс, огромное количество багов, неудобное и неотзывчивое управление. На сайте Metacritic игра получила 52 балла из 100, на сайте Gamerankings оценка была более высокой, 57.38 балла из 100 возможных. StopGame.ru охарактеризовали игру так:
«Плюсы если и имеются, то меркнут по сравнению с минусами».

## Borderlands Legends HD
Одновременно с выходом обычной Borderlands Legends, выходила HD версия игры, Borderlands Legends HD. Критика была также смешанная, на сайте Metacritic она получила 53 балла из 100 возможных.
148Apps поставили игре 70 баллов:
«Borderlands Legends изо всех сил пытается встать на ноги самостоятельно».